# Kristi Harrower
Kristi Harrower   (Bendigo, 4 de març de 1975) és una exjugadora australiana de bàsquet, guanyadora de quatre medalles olímpiques.
Va iniciar la seva carrera esportiva a Austràlia, si bé l'any 1998 es traslladà als Estats Units per jugar inicialment a l'equip femení dels Phoenix Mercury i el 2000 als Minnesota Lynx i el 2009 als Los Angeles Sparks. Aquell mateix any retornà a Austràlia per jugar al Bendingo Spirit, equip del qual és membre.
Va participar, als 25 anys, als Jocs Olímpics d'Estiu de 2000 realitzats a Sydney (Austràlia), on va aconseguir guanyar la medalla de plata amb la selecció femenina de bàsquet australiana, un metall que revalidà en els Jocs Olímpics d'Estiu de 2004 realitzats a Atenes (Grècia) i els Jocs Olímpics d'Estiu de 2008 realitzats a Pequín (República Popular de la Xina), al predre en les tres ocasions davant l'equip nord-americà. En els Jocs Olímpics d'Estiu de 2012 celebrats a Londres (Regne Unit) aconseguí guanyar la medalla de bronze al vèncer en la final de consolació l'equip rus.
Al llarg de la seva carrera ha guanyat una medalla d'or en el Campionat del Món de bàsquet. Va anunciar la seva retirada de les pistes el gener de 2015.